# Roccaforte del maresciallo dell'esercito e della marina della Repubblica di Cina
La roccaforte del maresciallo dell'esercito e della marina della Repubblica di Cina fu l'autorità che guidò il governo meridionale dopo la sconfitta del secondo movimento di protezione della costituzione. Si trattò di un governo militare e infatti il sistema presidenziale fu sostituito dal governo militare a partito unico.

## Storia
Dopo che i subordinati di Chen Jiongming lanciarono l'incidente del 16 giugno 1922, Sun Yat-sen partì sotto la scorta di Jiang Zhongzheng e Chen Ce sulla nave Yongfeng. All'inizio di agosto si ritirò dal Guangdong e si stabilì a Shanghai, dove si trovava la sfera di influenza di Lu Yongxiang. Il governo della Repubblica di Cina di Canton crollò e il Secondo Movimento di protezione della costituzione fallì. Chen Jiongming occupò Canton e si proclamò comandante in capo.
Il 4 gennaio 1923, Sun Wentong telegrafò a Chen Jiongming e acquistò l'esercito Dian di Yang Ximin e l'esercito Gui di Liu Zhenhuan, e unì le forze con l'esercito del Guangdong di Xu Chongzhi che sostenne Sun Yat-sen per formare l'"esercito dei ladri" orientale e occidentale per attaccare insieme Chen Jiongming. Il 15 gennaio, Chen Jiongming annunciò che sarebbe sceso in campo, si sarebbe ritirato da Canton il giorno successivo e si sarebbe ritirato a Dongjiang a Huizhou. Il 21 febbraio Sun Yat-sen tornò a Canton per istituire la Roccaforte dell'esercito e della marina militare della Repubblica di Cina e riorganizzò il governo militare.

## Organizzazione
Aveva un segretariato, un dipartimento del servizio militare, un ufficio per gli affari legali, un ufficio di revisione, un dipartimento di contabilità, un dipartimento per gli affari generali, il Ministero dell'Interno, il Ministero delle Finanze, il Ministero degli Affari Militari e Politici, il Ministero dell'Edilizia, il Ministero degli Esteri Affari, Ministero della Marina, Dipartimento di Stato Maggiore e Accademia Dalì.

## Capi di governo
Il comandante massimo della Roccaforte dell'esercito e della Marina militare della Repubblica di Cina era Sun Yat-sen, presidente del Kuomintang (KMT). Sun Yat-sen implementò il sistema partito-stato e il Kuomintang dominò il governo come uno stato a partito unico.
Nel 1924 il Kuomintang tenne il Primo Congresso Nazionale del partito a Canton. Successivamente, fu fondata l'Accademia militare di Whampoa e fu formato l'Esercito Rivoluzionario Nazionale, diretto dal Kuomintang per comandare l'esercito con il partito.

## Posizione dell'ufficio
L'ufficio del quartier generale della Roccaforte dell'esercito e della marina militare della Repubblica di Cina si trovava in Via Dongsha, Strada Textile, distretto di Haizhu, Canton, dove si trova l'attuale palazzo del generale maresciallo.

## Sicurezza pubblica e risorse finanziarie
Durante questo periodo, la capitale provinciale del Guangdong era controllata dall'esercito Gui di Liu Zhenhuan, dall'esercito Dian di Yang Ximin e dall'esercito dello Hunan di Tan Yankai. Tra questi, Xiguan e la Città Vecchia furono occupate dalle truppe di Hunan e Dian, il Passo nord-est fu occupato dall'esercito di Gui e l'area dello Henan fu presieduta dal locale signore della guerra Wang Li Fulin. Nel marzo 1924 l'esercito dello Hunan e l'esercito dello Yunnan istituirono congiuntamente un ufficio per organizzare una squadra di ispezione congiunta per mantenere la sicurezza pubblica a Canton.
In questo momento, le spese delle varie forze militari erano ingenti e il governo vendette all'asta il governo locale e le proprietà pubbliche per aumentare le proprie risorse finanziarie.

## Demanio ufficiale e demanio pubblico
C'erano i seguenti tipi durante la produzione ufficiale:
- La terra alluvionale sul fiume delle Perle, la maggior parte dei siti a sud di Strada Yide rientrava in questa categoria. L'uso di queste terre da parte della gente comune favoriva l'occupazione e la costruzione laddove vi erano carenze ufficiali, cioè per costruire in quei luoghi case senza registrarsi al governo;
- Le proprietà della bandiera lasciate dalla corte della dinastia Qing, note anche come strade secondarie, erano principalmente a est della Strada Nord Renmin e a ovest dalla Strada Nord Jiefang;
- Città Yimin era un'area abitativa temporanea dove si trasferiscono gli immigrati dall'esterno del Cancello Ovest al Ponte dell'Arcobaleno. La maggior parte di questi residenti non aveva atti immobiliari legali (quindi questi settori sono definiti come proprietà ufficiali).

La proprietà pubblica includeva templi, accademie, sale ancestrali, sale delle corporazioni, e altre, che erano proprietà detenute dal governo e classificate come proprietà pubblica. Tuttavia, la situazione della proprietà pubblica era anche più complicata:
- Alcune proprietà pubbliche furono costruite su un terreno ufficiale, che in passato era stato assegnato a terra dal governo Qing, come il palazzo Sanyuan sulla collina Yuexiu e il tempio Chunyang nello Henan;
- Il monastero dello Henan Hoi Tong era originariamente il palazzo di Pingnan costruito dal re feudale Shang Zhixin. Successivamente fu donato al tempio di Haizhu a nome di sua moglie;
- Il tempio di Tandu, ai piedi del monte Yuexiu (dall'odierno Museo della Scienza del Guangdong) fu originariamente costruito da Shang Kexi come monaco assegnato al Re di Jingnan.